# 陳嗣龍
陈嗣龙（？—？），字劭园，号春溆。浙江平湖人。清朝官员。
拔贡生，乾隆三十三年（1768年）戊子科顺天举人，乾隆三十四年（1769年）联捷己丑科一甲第三名进士（探花）。授翰林院编修。累升太仆寺卿。多次出典乡试。乾隆六十年（1795年），以光禄寺卿，调福建学政。官至都察院左副都御史。著有《东湖采菱曲》。《晚晴簃诗汇》 收其诗。